# Connie Patijn

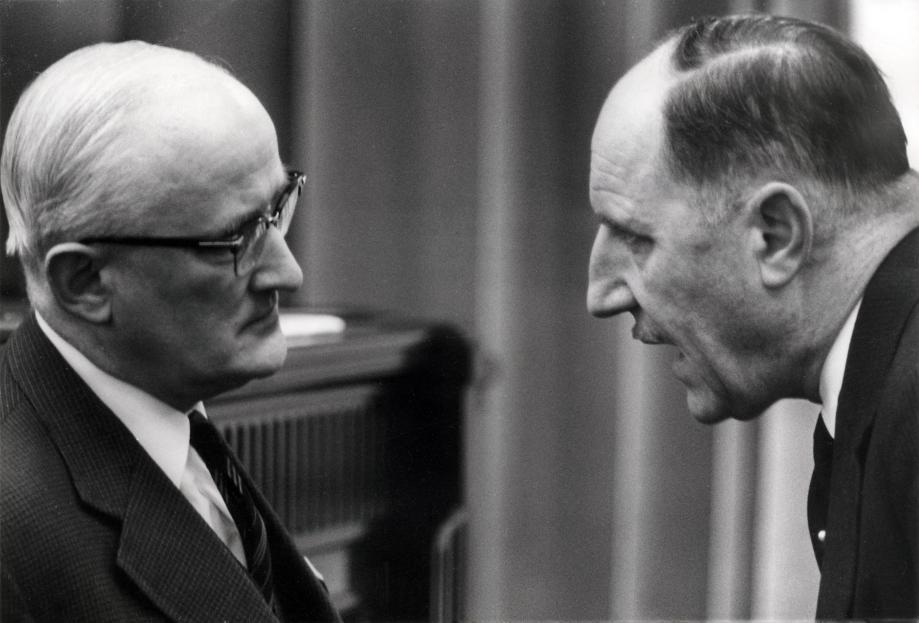
Patijn (links) in gesprek met minister Luns in 1966

Constantijn Leopold (Connie) Patijn (Den Haag, 28 september 1908 – aldaar, 7 september 2007) was een Nederlands politicus. Hij was namens de Partij van de Arbeid lid van de Tweede Kamer der Staten-Generaal. Voorafgaand aan zijn politieke loopbaan was hij ambtenaar op diverse ministeries en vanaf 1955 kamerheer in buitengewone dienst van koningin Juliana.

## Levensloop
Patijn studeerde rechten aan de Rijksuniversiteit Utrecht. Hij promoveerde in 1937 aan dezelfde universiteit op een studie naar de juridische aspecten van de Japanse invasie van China. Vervolgens maakte hij carrière als ambtenaar: hij was adjunct-secretaris bij de Economische Raad, chef kabinet van de minister van Handel en Nijverheid, directeur algemene zaken op het ministerie van Economische Zaken en directeur internationale organisaties op het ministerie van Buitenlandse Zaken. Op 1 juli 1955 trad hij als kamerheer in buitengewone dienst van koningin Juliana aan.
Patijn, die oorspronkelijk lid was van Christelijk-Historische Unie, was bij de oprichting in 1946 lid geworden van de PvdA. In 1956 kwam hij in de Tweede Kamer toen deze van 100 tot 150 leden werd uitgebreid. Hij was woordvoerder buitenland en hield zich ook bezig met justitie en zaken betreffende het koninklijk huis. Patijn was een voorvechter van de Europese samenwerking. Bij de vorming van het kabinet-Cals in 1965 hoopte hij in aanmerking te komen voor een staatssecretarisschap, maar hij werd gepasseerd. Onder invloed van de vernieuwingsbeweging Nieuw Links werd de als te behoudend ervaren Patijn in 1967 uit de Kamerfractie gezet. Patijn verliet de politiek en zou later ook zijn lidmaatschap van de PvdA opzeggen.
Naast zijn Kamerlidmaatschap was Patijn buitengewoon hoogleraar volkenrecht en internationale betrekkingen aan de Rijksuniversiteit Utrecht. Na zijn politieke carrière hield hij zich onder meer bezig met ontwikkelingssamenwerking. Van 1975 tot 1978 was hij lid in buitengewone dienst van de Raad van State.

## Persoonlijk
Patijn, lid van het geslacht Patijn, was een zoon van politicus Rudolf Patijn. Hij trouwde in 1933 met jonkvrouw Sara van Citters, de dochter van politicus Schelto van Citters. Hij had vijf zoons en een dochter, onder wie burgemeester van Amsterdam Schelto Patijn (1936-2007), burgemeester van onder meer Naarden Jack Patijn (1939-2019) en staatssecretaris Michiel Patijn (1942).
Kerkelijk behoorde hij tot de Nederlandse Hervormde Kerk. Connie Patijn overleed in 2007 op 98-jarige leeftijd, enkele maanden na zijn zoon Schelto.